# Speed 2: Cruise Control
Speed 2: Cruise Control (titulada Speed 2 en España y Máxima velocidad 2 en Hispanoamérica) es una película de acción de 1997, protagonizada por Sandra Bullock, Jason Patric y Willem Dafoe. Es la secuela de Speed (1994).

## Argumento
Annie Porter (Sandra Bullock) sueña con disfrutar de unas maravillosas vacaciones por el Caribe, en compañía de su nuevo novio, llamado Alex Shaw (Jason Patric), a bordo del lujoso crucero Seabourn Legend, el barco más informatizado del mundo. El barco es gobernado por numerosos ordenadores en el puente de mando y cuenta con todas las posibilidades de maniobra virtuales.
Su viaje al paraíso se convierte en un pasaje al mismísimo infierno cuando un lunático y enfermo genio de la informática llamado John Geiger (Willem Dafoe) se hace con el mando del crucero, poniéndolo rumbo a un desastre seguro enfilándolo a un puerto turístico. En su camino, además, hay cargueros y petroleros contra los que el barco podría chocar durante su descontrolado viaje, poniendo en peligro la vida de todo el pasaje.

## Reparto
- Sandra Bullock como Annie Porter.
- Jason Patric como Alex Shaw.
- Willem Dafoe como John Gaiger.
- Temuera Morrison como Juliano.
- Michael G. Hagerty como Harvey
- Brian McCardie como Merced.
- Lois Chiles como Celeste.
- Tamia como Sheri Silver.
- Enrique Murciano como Alejandro.

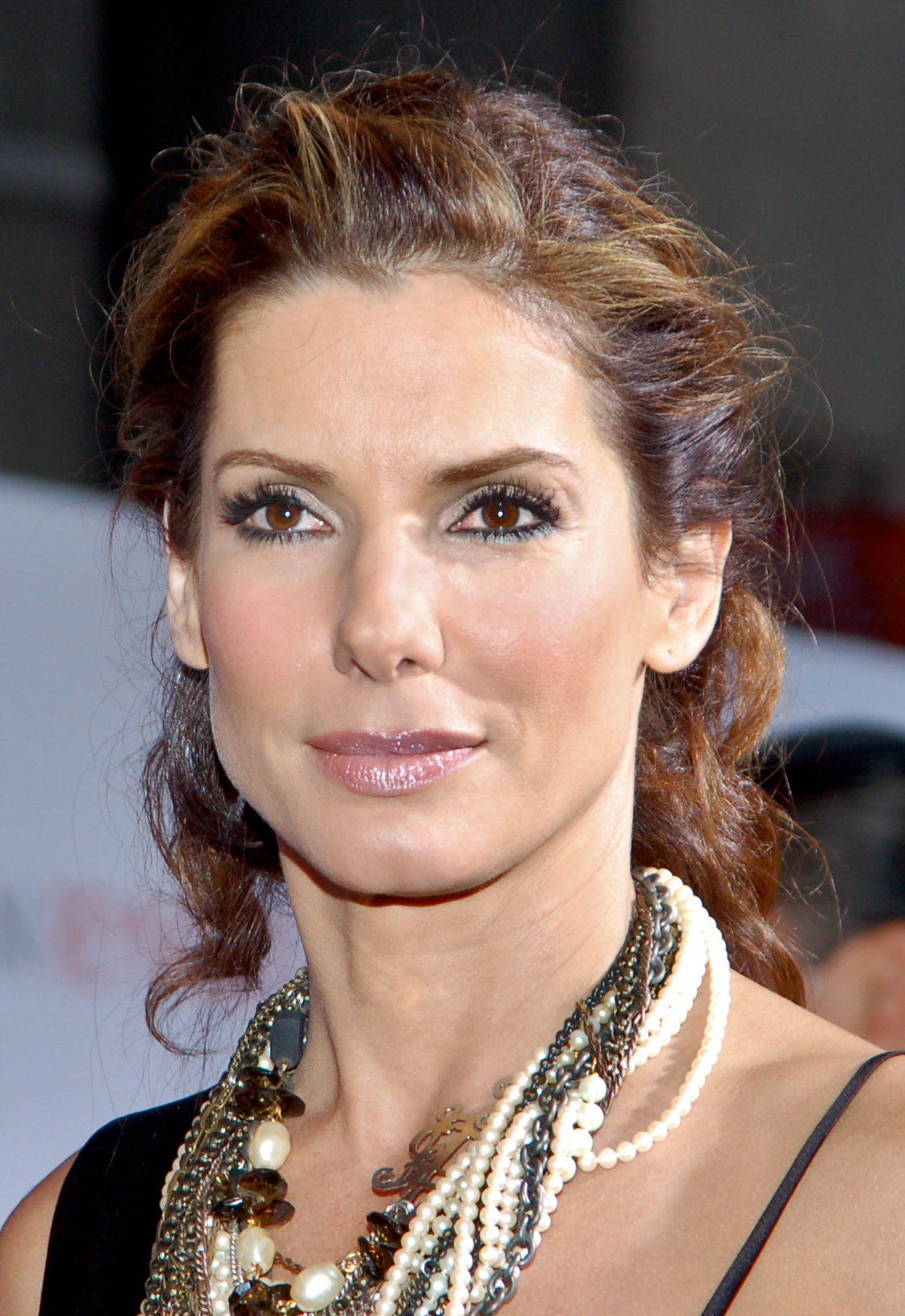
Sandra Bullock como Annie Porter.

- Francis Guinan como Rupert.Willem Dafoe como John Geiger.
- Jeremy Hotz como Ashton.
- Bo Svenson como Capitán Pollard.
- Allison Dean como Marifa.
- Kimmy Robertson como Liza.
- Tim Conway como Sr. Kenter

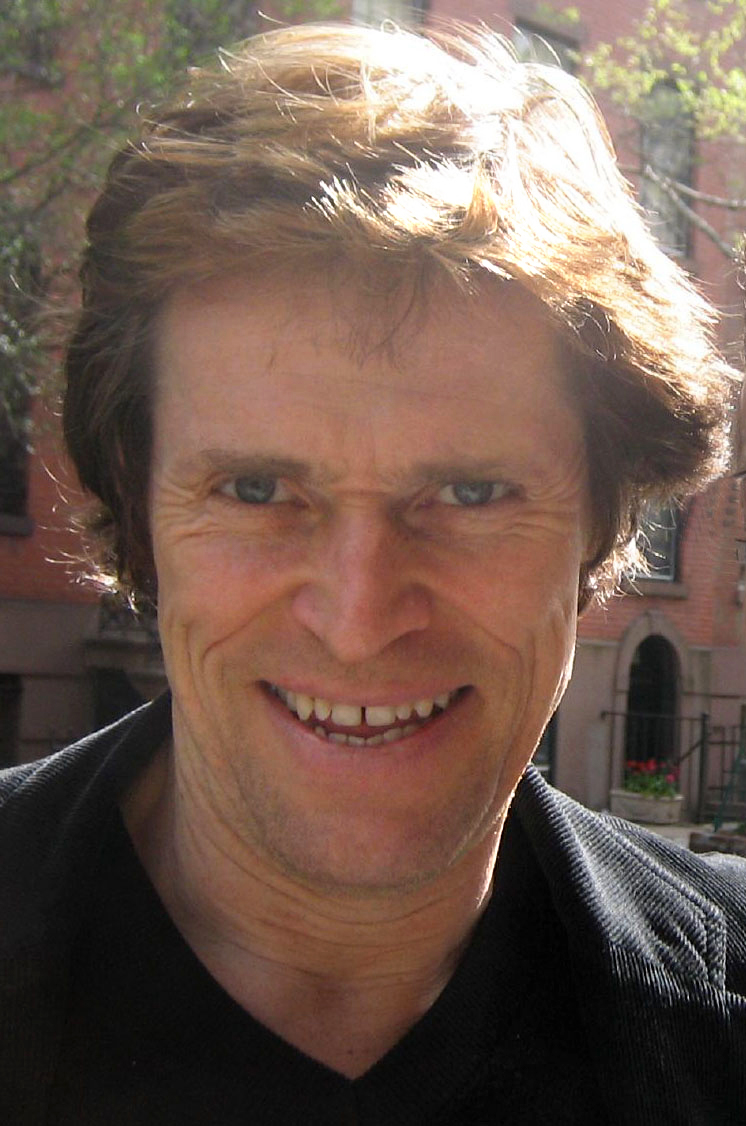
Willem Dafoe como John Geiger.

- Connie Ray como Francisca "Fran" Fisher.

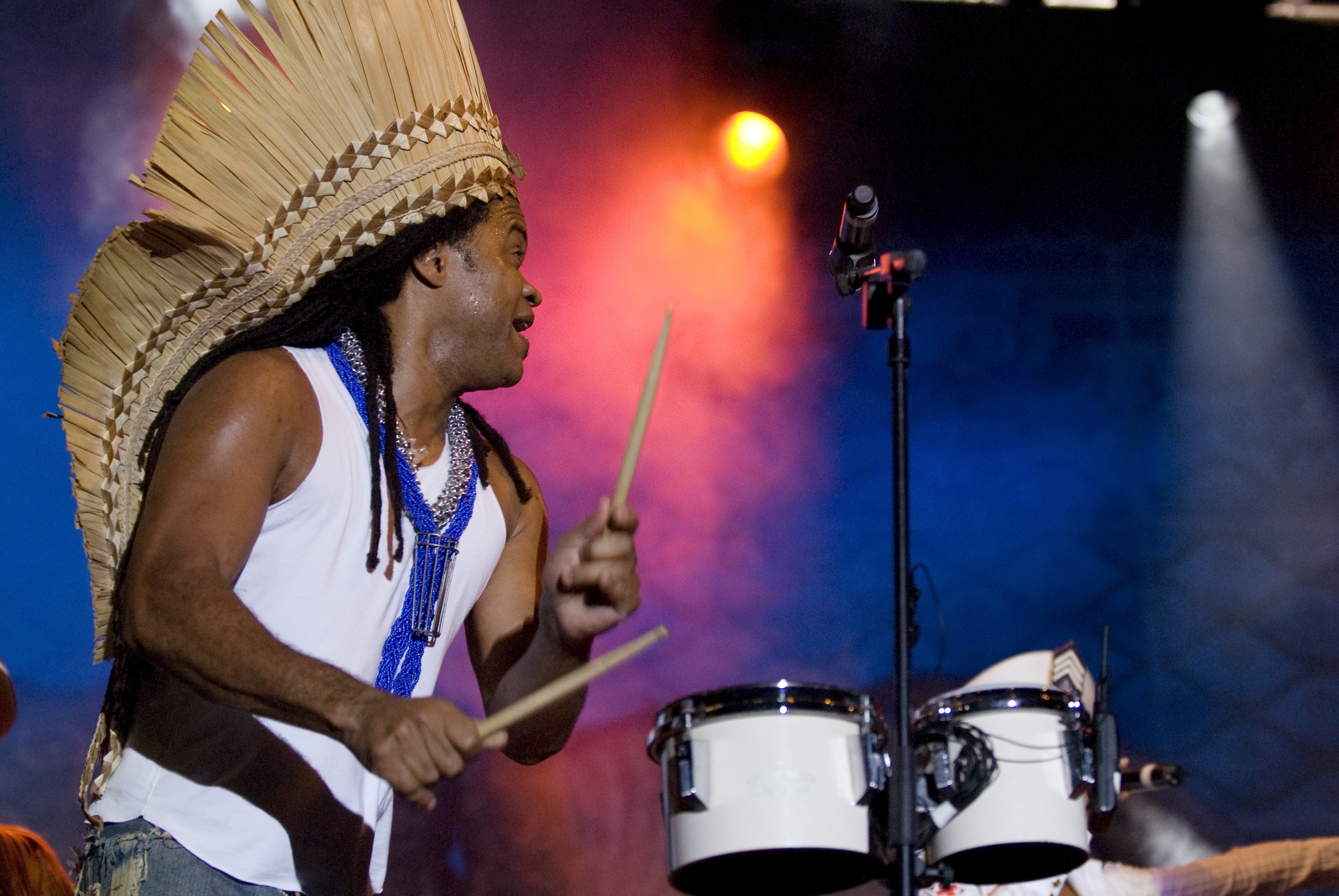
El músico brasileño Carlinhos Brown fue seleccionado para aparecer en la película y en la banda sonora por su música animada y enérgica.

- Patrika Darbo como Ruby Fisher.

## Producción
Se rodó entre el 7 de octubre de 1996 y el 28 de enero de 1997. Se filmó en diversas localizaciones de como Bahamas, Miami, Key West y Maryland; así mismo se rodaron algunas escenas en St. Martin, Francia. Keanu Reeves declinó participar en la película para poder ir de gira con su banda de música, Dogstar. Matthew McConaughey y Gary Oldman fueron considerados para los personajes de Alex Shaw y John Gaiger, respectivamenteCarlinhos Brown realiza un cameo al principio de la película.
Sandra Bullock aceptó retomar su personaje de Annie Porter a cambio de que la productora, 20th Century Fox, financiara su siguiente proyecto, el drama Hope Floats (1998). Además la actriz, en una entrevista realizada en el año 2000, se refirió a la película como "el mayor pedazo de mierda jamás hecho".

## Recepción

### Respuesta crítica
Según la página de Internet Rotten Tomatoes obtuvo un 2% de comentarios positivos. Roger Ebert escribió para Chicago Sun Times que "películas tan bobas como ésta pueden ser un placer casi sensual. Y más en una calurosa tarde de verano". Madeleine Williams señaló que "ésta es exactamente el tipo de película que hace que las secuelas tengan mala fama". Según la página de Internet Metacritic obtuvo críticas negativas, con un 23%, basado en 22 comentarios de los cuales 1 es positivo.
Considerada, en 2010, por la revista New York Magazine como "la peor secuela de todas", alegando que una de las causas era la ausencia del personaje Jack Traven, interpretado por Keanu Reeves en la primera entrega. así mismo el film también está en los rankings de peores secuelas en publicaciones como Moviefone, MSN o Entertainment Weekly, entre otras.

### Taquilla
Estrenada en 2615 cines estadounidenses debutó en primera posición con 16 millones de dólares, con una media por sala de 6179 dólares, por delante de Con Air. Recaudó en Estados Unidos 48 millones. Sumando las recaudaciones internacionales la cifra asciende a 164 millones. El presupuesto estimado invertido en la producción varía entre los 110 y los 160 millones, dependiendo de la fuente. Es considerado uno de los mayores fracasos económicos de la historia del cine, según publicaciones como Moviefone y Time.

### Lanzamientos internacionales
| País                                                                          | Fecha de estreno                 |
| ----------------------------------------------------------------------------- | -------------------------------- |
| Alemania                                                                      | Jueves 10 de julio de 1997       |
| Argentina                                                                     | Jueves 14 de agosto de 1997      |
| Australia                                                                     | Jueves 25 de septiembre de 1997  |
| Austria                                                                       | Viernes 11 de julio de 1997      |
| Bélgica                                                                       | Miércoles 2 de julio de 1997     |
| Belice · Costa Rica · El Salvador · Guatemala · Honduras · Nicaragua · Panamá | Viernes 19 de septiembre de 1997 |
| Bolivia                                                                       | Jueves 21 de agosto de 1997      |
| Brasil                                                                        | Viernes 8 de agosto de 1997      |
| Bulgaria                                                                      | Viernes 19 de septiembre de 1997 |
| Chile                                                                         | Jueves 7 de agosto de 1997       |
| Chipre                                                                        | Viernes 31 de octubre de 1997    |
| Colombia                                                                      | Viernes 1 de agosto de 1997      |
| Corea del Sur                                                                 | Sábado 12 de julio de 1997       |
| Croacia                                                                       | Jueves 23 de octubre de 1997     |
| Dinamarca                                                                     | Viernes 22 de agosto de 1997     |
| Ecuador                                                                       | Viernes 29 de agosto de 1997     |
| Egipto                                                                        | Lunes 27 de octubre de 1997      |
| Eslovenia                                                                     | Jueves 30 de octubre de 1997     |
| España                                                                        | Viernes 18 de julio de 1997      |
| Estados Unidos · Canadá                                                       | Viernes 13 de junio de 1997      |
| Estonia                                                                       | Viernes 24 de octubre de 1997    |
| Filipinas                                                                     | Miércoles 2 de julio de 1997     |
| Finlandia                                                                     | Viernes 18 de julio de 1997      |
| Francia                                                                       | Miércoles 23 de julio de 1997    |

| País                         | Fecha de estreno                 |
| ---------------------------- | -------------------------------- |
| Grecia                       | Viernes 31 de octubre de 1997    |
| Hong Kong                    | Jueves 31 de julio de 1997       |
| Hungría                      | Jueves 11 de septiembre de 1997  |
| India                        | Viernes 7 de noviembre de 1997   |
| Indonesia                    | Martes 19 de agosto de 1997      |
| Islandia                     | Viernes 15 de agosto de 1997     |
| Israel                       | Viernes 4 de julio de 1997       |
| Italia                       | Viernes 14 de noviembre de 1997  |
| Jamaica                      | Miércoles 13 de agosto de 1997   |
| Japón                        | Sábado 16 de agosto de 1997      |
| Letonia                      | Viernes 10 de octubre de 1997    |
| Líbano                       | Viernes 5 de septiembre de 1997  |
| Lituania                     | Viernes 31 de octubre de 1997    |
| Malasia                      | Jueves 3 de julio de 1997        |
| México                       | Viernes 15 de agosto de 1997     |
| Noruega                      | Viernes 18 de julio de 1997      |
| Nueva Zelanda                | Jueves 25 de septiembre de 1997  |
| Países Bajos                 | Jueves 3 de julio de 1997        |
| Paraguay                     | Viernes 5 de septiembre de 1997  |
| Perú                         | Viernes 22 de agosto de 1997     |
| Polonia                      | Viernes 19 de septiembre de 1997 |
| Portugal                     | Viernes 22 de agosto de 1997     |
| Reino Unido Irlanda          | Viernes 15 de agosto de 1997     |
| República Checa · Eslovaquia | Jueves 4 de agosto de 1997       |
| República Dominicana         | Miércoles 23 de julio de 1997    |
| Rumania                      | Viernes 17 de octubre de 1997    |
| Rusia                        | Viernes 14 de noviembre de 1997  |
| Singapur                     | Jueves 26 de junio de 1997       |
| Sudáfrica                    | Viernes 11 de julio de 1997      |
| Suecia                       | Viernes 25 de julio de 1997      |
| Suiza                        | Viernes 18 de julio de 1997      |
| Tailandia                    | Viernes 10 de octubre de 1997    |
| Taiwán                       | Sábado 5 de julio de 1997        |
| Turquía                      | Viernes 24 de octubre de 1997    |
| Uruguay                      | Viernes 29 de agosto de 1997     |
| Venezuela                    | Miércoles 6 de agosto de 1997    |